# Radiosondaggi

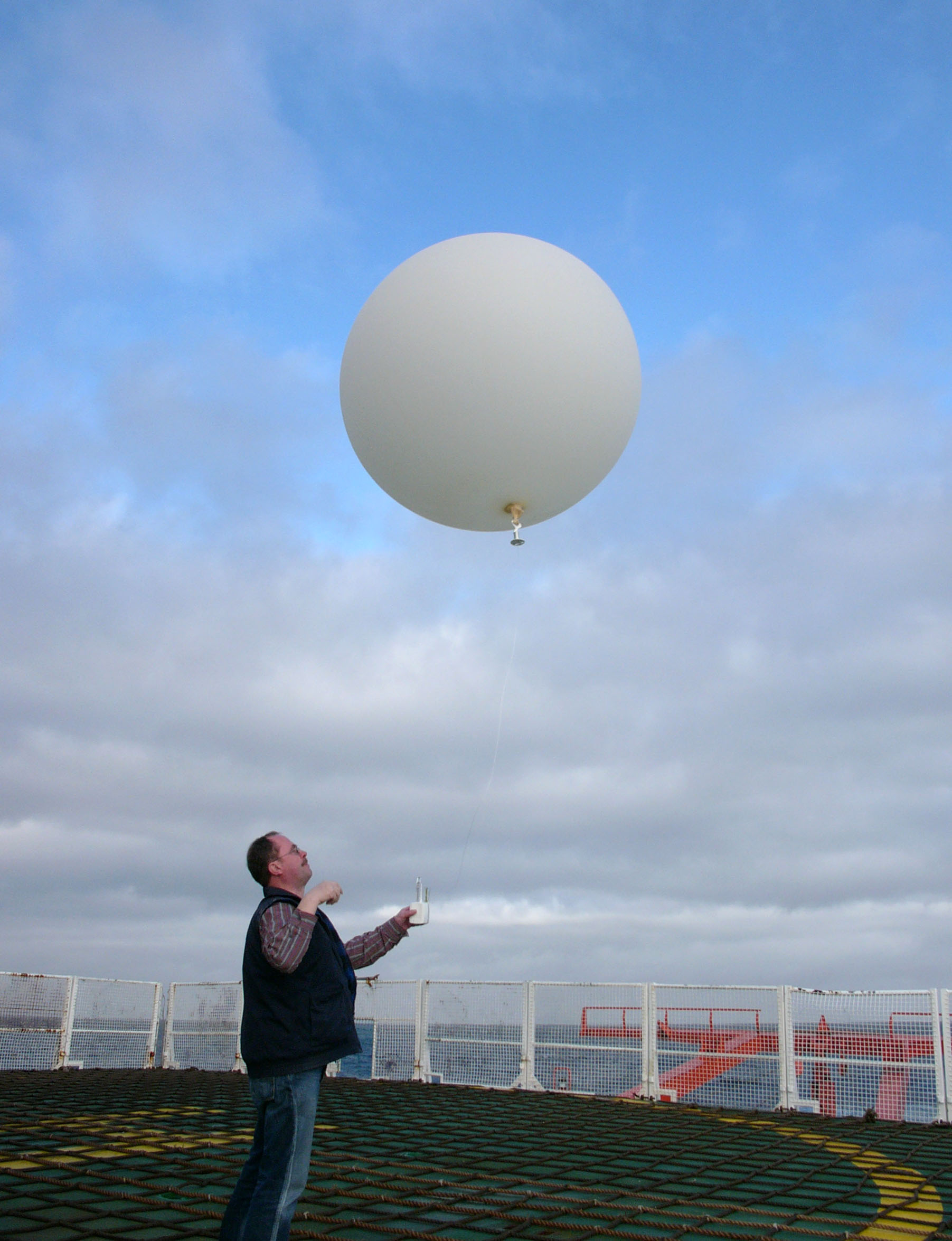
Invio di una radiosonda tramite pallone sonda.

I radiosondaggi sono osservazioni di parametri meteorologici prelevati attraverso una strumentazione di misura agganciata ad un pallone sonda che viene rilasciato in atmosfera. 

## Descrizione

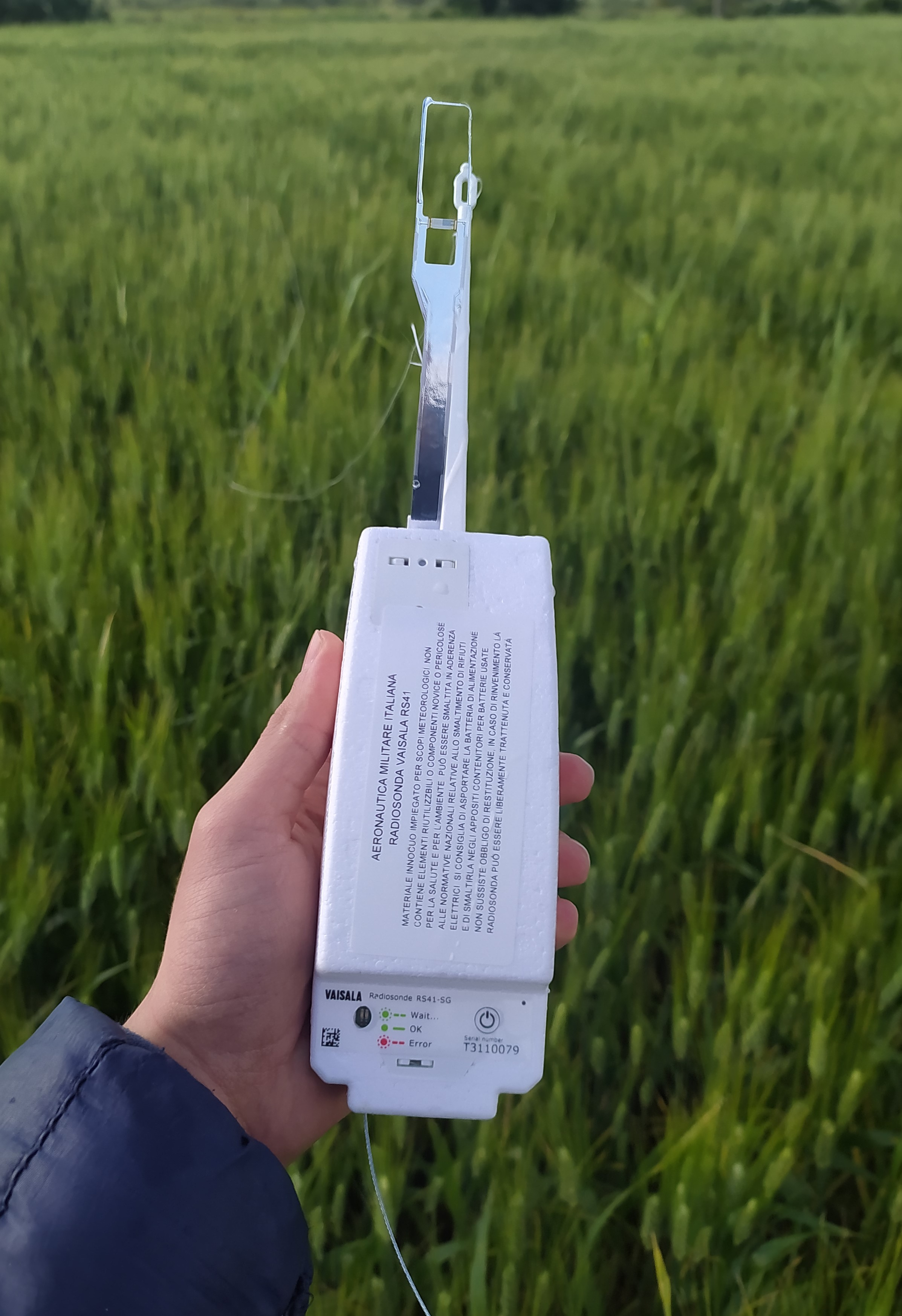
Una radiosonda Vaisala rs41 ritrovata poco dopo l'atterraggio

Il radiosondaggio analizza principalmente il profilo verticale dell'atmosfera, cioè il cambiamento di alcuni valori quali la temperatura e la pressione al variare della quota, in libera atmosfera. L'orario di lancio avviene alle cosiddette "ore sinottiche" (alle 11:00 e 23:00 UTC) in modo da poter confrontare i dati anche sul piano orizzontale, fra stazioni di rilascio diverse. 
La strumentazione comunica con il centro meteo posto a terra tramite segnali radio . Il pallone sonda una volta raggiunta la quota massima (solitamente ~ 33 km) scoppia a causa della bassa pressione atmosferica, e la sonda inizia la discesa, frenata da un paracadute. 
La radiosonda continua ad inviare la propria posizione , fino a qualche ora dopo l'atterraggio.  Ciò consente ad appassionati di seguire e localizzare la sonda. Molte persone si dedicano al recupero delle radiosonde al fine di contribuire alla riduzione dell'inquinamento ambientale.
Questa pratica permette di evitare che le radiosonde, una volta terminate le loro missioni, restino abbandonate nell'ambiente. È possibile riutilizzare le radiosonde attraverso la modifica del firmware, ad esempio per riutilizzarle come radiotracker GPS. Diversi siti online, come Sondehub o Radiosondy mostrano in tempo reale la posizione delle sonde su una mappa.